# Río Conchos
Der Río Conchos ist der längste Fluss im mexikanischen Bundesstaat Chihuahua und einer der wichtigsten Flüsse im Norden Mexikos. Er fließt ausschließlich durch den Bundesstaat Chihuahua, in dessen gebirgiger Sierra Madre Occidental er im Municipio Bocoyna entspringt und bei Ojinaga in den Rio Grande (Río Bravo) mündet.

## Wichtigster Zufluss des Rio Grande
Der Río Conchos ist der wichtigste Zufluss des Rio Grande. Erst durch die gewaltigen Wassermassen des Conchos wird aus dem Rio Grande wieder ein richtiger Fluss. Vor dessen Zufluss treibt der Rio Grande gemächlich daher, weil ein großer Teil seines Wasservolumens für die Bewässerung ganzer Landwirtschaftsflächen herangezogen wird. Unmittelbar vor dem Zufluss des Río Conchos ist der US-amerikanisch-mexikanische Grenzfluss weder grande (also groß) noch bravo (wild), wie Don Henry Ford Jr. in seinem Bericht aus dem Jahr 2004 festhielt.
Zum Zweck der Wasserregulierung sind beide Flüsse durch ein ausgeklügeltes System von Stauseen durchzogen. Die Flüsse werden zur Bewässerung der sie umgebenden Landwirtschaftsgebiete benutzt, wodurch ihnen enorme Wassermengen entzogen werden.

## Der Wasserweiterleitungsvertrag
Weil der von Ojinaga ostwärts fließende Rio Grande stets über ein ausreichendes Wasservolumen verfügen soll, haben die Regierungen der beiden Staaten (USA und Mexiko) 1944 einen Vertrag geschlossen, der regelt, wie viel Wasser Mexiko dem Río Conchos entziehen darf und welche Wassermengen in den Rio Grande weiterzuleiten sind. Weil die Wassermengen des Rio Grande in den letzten Jahren häufig rückläufig waren, beschuldigte Texas den südlichen Nachbarn, seinen Vertrag nicht zu erfüllen. So hat Susan Combs in ihrer Eigenschaft als ehemalige texanische Landwirtschaftskommissarin Satellitenfotos gesammelt, die beweisen sollten, dass Chihuahua zur Bewässerung der eigenen Landwirtschaftsflächen den Río Conchos über das zulässige Maß hinaus nutzt und damit gegen den Vertrag von 1944 verstößt. In Mexiko machte man dagegen eine Dürreperiode für die geringeren Wassermengen verantwortlich und sah die aus den USA kommenden Vorwürfe bezüglich einer Vertragsverletzung gelassen: „Es spielt doch keine Rolle, was auf dem Papier steht – wenn kein Wasser da ist, kann auch keins geliefert werden.“